# زرچشمه
زرچشمه (پیشتر: کرمازور) یک منطقهٔ مسکونی در تاجیکستان است که در ولایت سغد واقع شده‌است.